# Tidarren usambara
Tidarren usambara är en spindelart som beskrevs av Knoflach och van Harten 2006. Tidarren usambara ingår i släktet Tidarren och familjen klotspindlar.
Artens utbredningsområde är Tanzania. Inga underarter finns listade i Catalogue of Life.